# La Poste (imbarcazione)
La Poste è un maxi-ketch realizzato per l'omonimo ente postale francese nel 1992, su progetto di Bruce Farr. Il veliero partecipa a diverse regate con un equipaggio composto da impiegati del servizio postale francese.
Nell'edizione 1993-1994 della Whitbread Round the World, oggi chiamata Volvo Ocean Race, viene capitanato da Daniel Malle e successivamente da Éric Tabarly. 
Nel 2012 partecipa alla Barcolana con un equipaggio di otto ragazzi affetti da sindrome di Down insieme al team di Mascalzone Latino. Il documentario La forza del vento, diretto da Emilia Ricasoli e Alessio Muzi e andato in onda sull'emittente italiana LA7, narra la preparazione del team e la successiva partecipazione alla regata.
Nel 2014 partecipa al Gran Prix del Atlántico stabilendo un nuovo record di traversata dell'Atlantico.